# 谢尔曼 (南达科他州)
谢尔曼（英語：Sherman），是美国南达科他州下属的一座城市。根据2010年美国人口普查，该市有人口78人。论人口在本州排行第249。